# Далбо
Да́лбо (англ. Dalbo) — тауншип в округе Исанти, Миннесота, США. В 2010 году его население составляло 743 человека.
Название города произошло от имени родных мест эмигрантов тауншипа — лена Даларна в Швеции.

## География
По данным Бюро переписи населения США площадь тауншипа составляет 93,8 км², из которых 91,9 км² занимает суша, а 2,0 км² — вода (2,13 %).

## Население
По данным переписи 2010 года население Далбо составляло 743 человека (из них 51,3 % мужчин и 48,7 % женщин), было 274 домашних хозяйства и 210 семей. Насчитывалось 304 единицы жилья. Расовый состав: белые — 98,8 %, афроамериканцы — 0,1 %, азиаты — 0,3 и представители двух и более рас — 0,8 %.
Из 274 домашних хозяйства 65,0 % представляли собой совместно проживающие супружеские пары (25,2 % с детьми младше 18 лет), в 5,5 % домохозяйств женщины проживали без мужей, в 6,2 % домохозяйств мужчины проживали без жён, 23,4 % не имели семьи. В среднем домашнее хозяйство вели 2,71 человека, а средний размер семьи — 3,10 человека. В одиночестве проживали 19,3 % населения, 5,8 % составляли одинокие пожилые люди (старше 65 лет).
Население тауншипа по возрастному диапазону распределилось следующим образом: 26,2 % — жители младше 18 лет, 63,6 % — от 18 до 65 лет, и 10,2 % — в возрасте 65 лет и старше. Средний возраст населения — 40,7 года. На каждые 100 женщин приходилось 105,2 мужчины, при этом на 100 совершеннолетних женщин приходилось уже 114,1 мужчин сопоставимого возраста.
В 2014 году из 596 трудоспособных жителей старше 16 лет имели работу 378 человек. При этом мужчины имели медианный доход в 41 103 доллара США в год против 37 083 доллара среднегодового дохода у женщин. В 2014 году медианный доход на семью оценивался в 59 500 $, на домашнее хозяйство — в 47 679 $. Доход на душу населения — 23 108 $. 11,4 % от всего числа семей и 14,8 % от всей численности населения тауншипа находилось на момент переписи за чертой бедности.